# Sarina Bolden
Sarina Isabel Calpo Bolden (Santa Clara, California; 30 de junio de 1996) es una futbolista filipina nacida en Estados Unidos. Juega como centrocampista en el Como de la Serie A de Italia. Es internacional con la selección de Filipinas, de la cual es la máxima goleadora histórica.
Bolden anotó el primer gol de la Copa Mundial para Filipinas el 25 de julio de 2023, marcando de cabeza contra el coanfitrión Nueva Zelanda para llevarse la primera victoria histórica del país en un Mundial.

## Biografía
Sarina Isabel Bolden nació el 30 de junio de 1996 en Santa Clara, California. Sus padres son Sherry y Robert Bolden y tiene un hermano menor. Asistió a la Escuela Secundaria Milpitas, donde jugó para los equipos femeninos de fútbol y sóftbol.
Más tarde ingresó a la Universidad Loyola Marymount, donde jugó para su equipo de fútbol femenino. En 2016 acumuló seis goles en el campeonato universitario y fue nombrada parte del Mejor Once de la Conferencia All-West Coast y la NSCAA All-West Region.

## Trayectoria
En 2020, Bolden jugó para el Xinbei Hangyuan en la Liga de Fútbol Mulan de Taiwán. Más tarde se unió a los San Francisco Nighthawks de la Women's Premier Soccer League en los Estados Unidos.
En junio de 2021, fue fichada por el Elfen Saitama de la WE League de Japón. Debutó en la derrota por 1-4 ante el Tokyo Verdy Beleza el 10 de octubre de 2021, luego de que ingresara como suplente en el minuto 62.
En diciembre de 2022, Bolden rescindió mutuamente su contrato con el Saitama y se trasladó al club australiano Western Sydney Wanderers.

## Selección nacional
Su buen rendimiento en el campeonato universitario la llevó a ser invitada a entrenar con la sub-23 de los Estados Unidos.
A fines de 2017, pudo participar en campamentos de entrenamiento organizados por la selección de Filipinas, llamando la atención del entrenador Richard Boon. Más tarde fue convocada para integrar el cuadro que participó en la Copa Asiática de la AFC de 2018. En el primer partido de la fase de grupos contra el anfitrión Jordania, Bolden debutó como internacional y marcó el gol de la victoria en el 2-1 final.
La centrocampista participó en la Copa Asiática de la AFC de 2022 donde las filipinas avanzaron por primera vez a la fase eliminatoria. En el choque de cuartos de final contra China Taipéi que terminó en una tanda de penales tras un empate 1-1, Bolden anotó el penal ganador que resultó en la clasificación de Filipinas a su primera Copa Mundial.

## Clubes
| Club                     | País               | Año         |
| ------------------------ | ------------------ | ----------- |
| Sandvikens IF            | Suecia             | 2019        |
| Xinbei Hangyuan          | República de China | 2020        |
| San Francisco Nighthawks | Estados Unidos     | 2021        |
| AS Elfen Saitama         | Japón              | 2021 - 2022 |
| Western Sydney Wanderers | Australia          | 2022 - 2023 |
| Newcastle Jets           | Australia          | 2023 - 2024 |
| Como                     | Italia             | 2024        |

## Palmarés

### Títulos internacionales
| Título                        | Equipo    | Sede      | Año  |
| ----------------------------- | --------- | --------- | ---- |
| Campeonato Femenino de la AFF | Filipinas | Filipinas | 2022 |

(*) Incluyendo la Selección

### Distinciones individuales
| Distinción                         | Año  |
| ---------------------------------- | ---- |
| Goleadora del Campeonato de la AFF | 2022 |